# Hohe Spitze
Il monte Hohe Spitze (in sloveno: Visoki vrh o Tegoška gora ) con 2.044 m s.l.m. è una montagna della catena montuosa del Gruppo della Košuta delle Caravanche Occidentali appartenente alle Alpi Giulie.
È situato al confine tra Austria e Slovenia rispettivamente nei comuni di Zell e Tržič.